# Хлорид галлия(II)
Хлорид галлия — бинарное неорганическое соединение, соль металла галлия и соляной кислоты с формулой GaCl2, белые кристаллы, молекулы димерны, растворяется в холодной воде.

## Получение
- Непосредственное взаимодействие галлия и хлорида галлия(III):

{\displaystyle {\mathsf {GaCl_{3}+Ga\ {\xrightarrow {180^{o}C}}\ 2GaCl_{2}}}}

## Физические свойства
Хлорид галлия — бесцветные кристаллы.
Растворяется в холодной воде и бензоле.
Молекулы хлорида галлия димерны и имеют строение GaI[GaIIICl4].

## Химические свойства
- Диспропорционирует при нагревании в вакууме:

{\displaystyle {\mathsf {3GaCl_{2}\ {\xrightarrow {>200^{o}C}}\ 2GaCl_{3}+Ga}}}